# حزب لا أدري
حزب لا أَدْري (بسكون الدال) (بالإنجليزية: Know-Nothing Party) هو حزب أميركي نشط في الخمسينات من القرن التاسع عشر وعُرف بمقاومته لهجرة الأجانب إلى الولايات المتحدة الأميركية، وبخاصة الكاثوليك منهم.